# Sauvons les riches
 (janvier 2021).
Sauvons les riches est un collectif français effectuant du militantisme (plus exactement de l'activisme politique) créé en 2009. Le collectif trouve sa filiation dans la culture Yes Men américaine et se réclame du livre d'Hervé Kempf, Comment les riches détruisent la planète. Il a été créé dans le cadre de la campagne européenne d'Europe Écologie.

## Ligne idéologique et actions
Le collectif vise à instaurer un revenu maximal autorisé, de l’ordre de 30 fois le revenu médian, au-delà duquel les revenus seraient massivement imposés. L'un des militants a déclaré à la presse : « Il y a beaucoup trop de gaspillage dans notre société, il faut reconvertir l'économie. Cela passe en priorité par rééduquer ceux qui ont le plus d'argent ».
« Sauvons les riches » est créé par des militants associatifs, Karima Delli et Manuel Domergue en tête, Julien Bayou et Ophélie Latil, également militants du collectif Génération précaire. Activistes du collectif Jeudi Noir, ils sont rejoints par Elise Aubry, cofondatrice du collectif Crèche qui se passe qui sera aussi la responsable des réseaux sociaux de la candidate Eva Joly pendant la campagne présidentielle de 2012 et le militant Maxim Hupel[réf. nécessaire]. 
Son activité consiste en manifestations parodiques dirigées contre des personnalités comme Jacques Séguéla. En avril 2009, ils ont ainsi remis un diplôme de « fils à papa » avec mention Balkany à Jean Sarkozy,. Toujours en avril 2009, ils ont organisé une action « lancer de pantoufles » lors de l'assemblée générale des actionnaires de Natixis afin de lutter contre les "golden parachutes"[réf. nécessaire].

## Historique
La première action du collectif : défiler en carrosse lors d'une manifestation intersyndicale, en mars 2009. Peu de temps après, ils offrent une montre Casio à Jacques Séguéla, « qui lit l'heure comme une vraie Rolex ». Ils offrent un « diplôme de fils à Papa » à Jean Sarkozy, qui sera suivi d'un « DEUG "fils à Papa" » lors du scandale de l'EPAD en octobre 2009. 
En mai 2009, ils organisent une « fête des voisins » à la Villa Montmorency, un quartier privatisé de Paris, (16e arrondissement)[réf. nécessaire]. 
En juin 2009, ils prennent d’assaut le yacht d'Arnaud Lagardère qui organise une soirée privée avec plusieurs centaines d'invités pour l'anniversaire d'un de ses seconds, le lendemain d'une annonce de plan social[réf. nécessaire]. 
En 2010, ils manifestent contre l'accord d'indemnisation passé entre Jacques Chirac et Bertrand Delanoë au sujet de l'affaire des emplois fictifs de la mairie de Paris.
Devant l'échec de l'appel à la panique bancaire du 7 décembre 2010, le collectif déguisé en Dalton a suggéré de retirer l'épargne des banques traditionnelles au profit d'établissements à dimension éthique comme La Nef (une banque coopérative). Le mois suivant cette action fait gagner au Crédit Coopératif et à la NEF, plus de 3500 demandes d'ouvertures de comptes[réf. nécessaire].
En novembre 2012, ils organisent déguisés en Qatari un match de foot devant la boutique du Paris Saint-Germain avec le collectif Génération Précaire : alors que les joueurs gagnent plusieurs millions d'euros chaque mois, le club embauche des stagiaires pour 436,05 euros par mois[réf. nécessaire]. 
En 2013, à la suite de l'affaire Cahuzac ils réalisent une action d'agitprop dans les locaux de la banque Reyl (à Paris), laquelle a contribué à permettre à Jérôme Cahuzac d'effectuer l'évasion fiscale d'une partie de ses revenus via la Suisse[source insuffisante].
En octobre 2013, ils envahissent le siège du Figaro, dont Serge Dassault est propriétaire, afin de dénoncer la censure qui aurait conduit le quotidien national à omettre de rapporter les accusations d'homicide involontaire et d'achat de voix dont ce dernier[réf. nécessaire] faisait l'objet.